# Caponina tijuca
Caponina tijuca là một loài nhện trong họ Caponiidae.
Loài này thuộc chi Caponina. Caponina tijuca được Norman I. Platnick miêu tả năm 1994.